# Кириз о Мон д'Ор
Кириз о Мон д'Ор (фр. Curis-au-Mont-d'Or) насеље је и општина у источној Француској у региону Рона-Алпи, у департману Рона која припада префектури Лион.
По подацима из 2011. године у општини је живело 1119 становника, а густина насељености је износила 369,31 становника/km². Општина се простире на површини од 3,03 km². Налази се на средњој надморској висини од 176 метара (максималној 440 m, а минималној 168 m).

## Демографија
| 1962. | 1968. | 1975. | 1982. | 1990. | 1999. | 2011. |
| ----- | ----- | ----- | ----- | ----- | ----- | ----- |
| 540   | 581   | 575   | 622   | 735   | 897   | 1.119 |

График промене броја становника у току последњих година